# Rabocerus bishopi
Rabocerus bishopi es una especie de coleóptero de la familia Salpingidae.

## Distribución geográfica
Habita en Escocia en el norte de Gran Bretaña.